# Alfeu Adolfo Monjardim de Andrade e Almeida
Alpheu Adelpho Monjardim de Andrade e Almeida, primeiro e único barão de Monjardim, (Vitória, 20 de abril de 1836 — Vitória, 7 de junho de 1924) foi um nobre e político brasileiro.
Filho do coronel José Francisco de Andrade e Almeida Monjardim e Ana Francisca de Paula. Foi inspetor da Alfândega do Rio de Janeiro, aposentado em 1881. Foi Cavaleiro da Ordem de Cristo, Imperial Ordem da Rosa e Ordem do Cruzeiro. Deputado provincial e federal. Foi durante quatro períodos presidente da província do Espírito Santo e uma vez presidente do estado após a República.
Foi vice-presidente da província do Espírito Santo, presidindo-a interinamente, de 19 de fevereiro a 4 de abril de 1878, de 2 de janeiro a 7 de março de 1879, de 19 de julho a 6 de agosto de 1880, de 13 de fevereiro a 3 de abril de 1882, de 17 de março a 1 de maio de 1884, de 27 de janeiro a 3 de março de 1885, de 28 de julho a 9 de setembro de 1885 e de 18 de julho a 19 de julho de 1889. Primeiro presidente do estado eleito, de 7 de junho a 18 de dezembro de 1891.
Na República, foi deputado federal entre 1909 e 1912.
Teve numerosa descendência, dentre as suas bisnetas a cantora Maysa, Jayme Monjardim e Jayme Matarazzo.